# Австрийская дорога

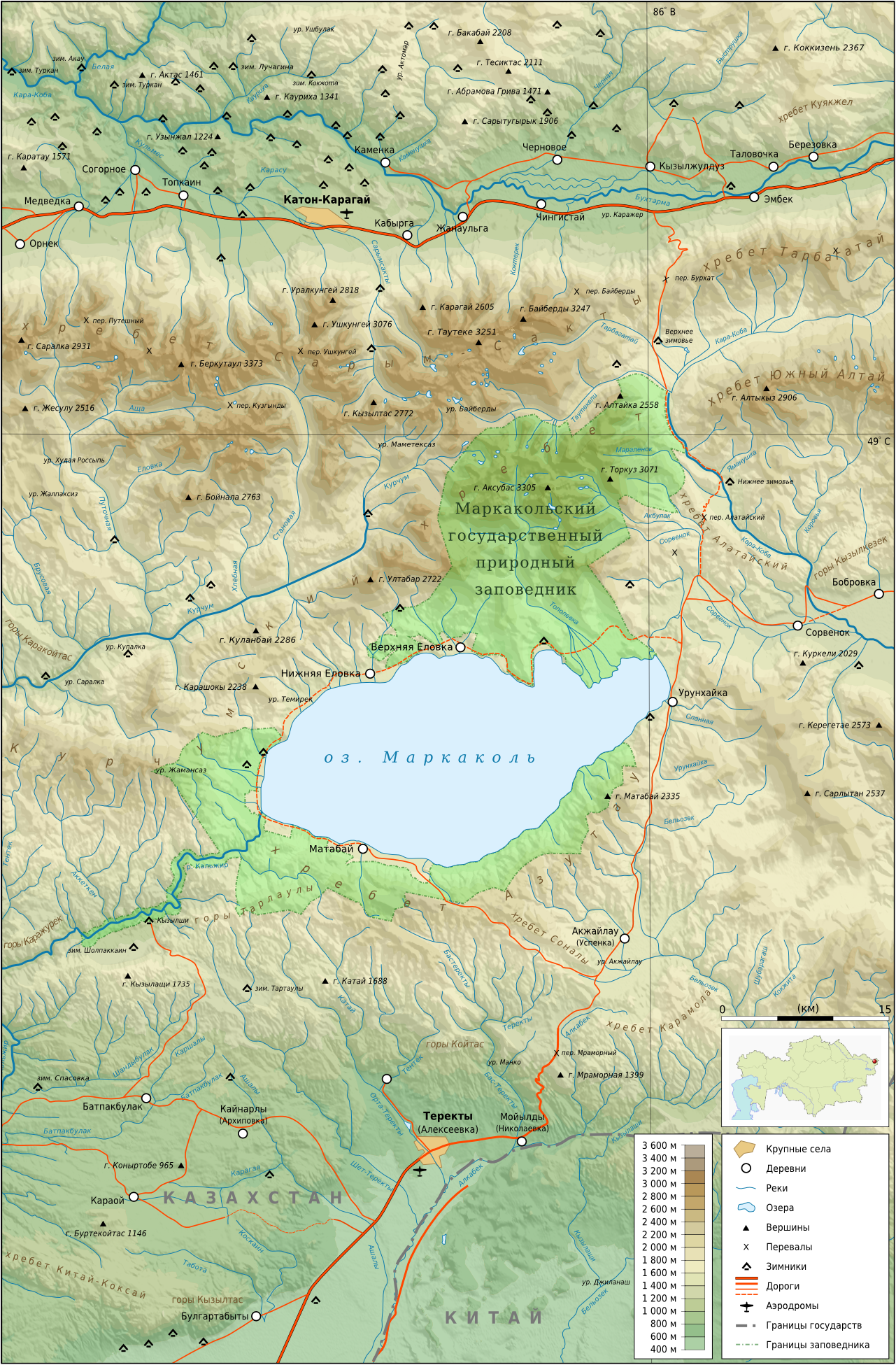
Дорога на карте

Австрийская дорога (Старая австрийская дорога, «Староавстрийка») — дорога в Восточно-Казахстанской области, связывающая Катон-Карагайский район (на севере) и Маркакольский район (на юге). Начинается у села Маркаколь на юге и заканчивается у села Шынгистай на севере, проходя по живописным местам в непосредственной близости от озера Маркаколь и Маркакольского заповедника, вдоль реки Кара-Коба. Дорога получило своё название из-за того, что её строили выходцы из Австро-Венгрии.

## История
Дорого существовала издревле в виде тропы. Местные жители передвигались по ней на конях и повозках. Ранее упоминание этой дороги у местного населения называется — «Ирек Жол», что в переводе на русский язык означает извилистая дорога. В 1914—1916 годах была расширена и реконструирована австрийскими военнопленными Первой мировой войны, для улучшения взаимосвязи между Курчумским и Катон-Карагайскими районами.
На момент 1916 года в станице Алтайской уже были первые военнопленные из состава чешских батальонов сдававшихся в плен.
В начале сентября 1916 года в станице Алтайской (Катон-Карагай) появился инженерно-саперный батальон, сдавшийся в полном составе. Порядка восьмисот человек.
Работало человек шестьсот (что около 200-250 человек были сняты с работ и отправлены в Усть-Каменогорск).
Работы велись с двух направлений. Из Катон-Карагая порядка трехсот человек, и со стороны Алексеевки, в том же количестве.
Батальон этот был взят в плен поручиком, командиром разведчиков, Егоровым Дмитрием Ивановичем из 8-го стрелкового полка, числом десяти человек вскоре после взятия Луцка во время Брусиловского прорыва. Проникнув в тыл им сдались в плен 800 с лишним человек — чешский батальон из 4-й армии Эрц-герцога Иосифа Фердинанда. В его составе чехи, словаки, венгры и галицийцы. Их отконвоировали в Санкт-Петербург. На Воскресенской набережной они были погружены на баржу и доставлены до Транссиба, потом до Омска. С Омска на барже и пароходе вверх по Иртышу до станицы Малокрасноярской (сейчас это район Новохайрузовки и Приморское — здесь в советское время находился причал СПК Метеор). Малокрасноярская была затоплена в 60-е при поднятии зеркала Бухтарминского водохранилища. Далее пешим ходом военнопленных доставили до станицы Алтайская (Катон-Карагай), где были размещены на довольствие местного станичного правления.
Им был выделен лес из станичных запасов для постройки бараков, лазарета и управы. Позже они этот лес возместили, заготовив новый.
Работали они в основном в теплое время года, то есть на строительство дороги ушло полгода. Зимой они помогали сельчанам по хозяйству и быту, многие неплохо заработали. Несколько человек остались жить в селениях. Позже они были репрессированы. Один был расстрелян (венгр), другой замучен в тюрьме Семипалатинска. Повезло тому, кто уехал в 1915 году. На местном кладбище среди сельчан похоронены около 30 человек, умершие от болезней, на их могилах характерные готические кресты с готической вязью.
На 2014 год мосты были разрушены, переправа затруднена. На 2018 год мосты восстановлены силами пограничных войск.

## Номер дороги
Часть дороги проходит по трассе областного значения KF-26 Теректы—Урунхайка—Тоскайын, её длина 91 километр.